# Jérôme Moïso
Jérôme Moïso (nacido en París el 15 de junio de 1978) es un exjugador de baloncesto de nacionalidad francesa retirado. Con 2.08 metros de estatura, jugaba en la posición de ala-pívot.

## Trayectoria deportiva

### Universidad
Moïso estudió en la prestigiosa Universidad de California-Los Ángeles (UCLA) durante dos años, en los cuales promedió  12 puntos y 6,8 rebotes por partido.

### Profesional
Fue elegido en la primera ronda del Draft de la NBA de 2000, en la undécima posición por los Boston Celtics, pero apenas disputó más de 6 minutos en cada uno de los 24 partidos en los que el entrenador lo puso en cancha. Tras su paso por Boston jugó en las siguientes 4 temporadas en Charlotte y New Orleans Hornets, Toronto Raptors, New Jersey Nets y Cleveland Cavaliers, aunque en ninguno de ellos dispuso de minutos para demostrar su valía.
En 2006 decide iniciar su aventura europea, recalando en las filas de la Virtus de Roma, y posteriormente en  la Fortitudo Bologna, antes de llegar en mayo de 2007 al Real Madrid, con el que se proclamaría Campeón de la Liga ACB ante el Barça.
En verano del 2007 firma contrato con el DKV Joventut, por una temporada para intentar suplir a Robert Archibald. Tras una excelente temporada en Badalona, donde consigue los títulos de Copa del Rey y Copa ULEB, se marcha de España para fichar por el Khimki BC de la liga rusa donde coincidiría con jugadores como Carlos Delfino o Jorge Garbajosa.
La experiencia en Rusia no llega a cuajar debido a los problemas de adaptación que desde un primer momento sufre el jugador, por lo que mediada la temporada 2008-09 regresa a España para reforzar nuevamente al DKV Joventut de cara a la segunda vuelta de la liga ACB.
En el verano de 2009, el jugador se desvinculó del DKV Joventut y fichó por una temporada por el Bilbao Basket.
Tras un tiempo apartado del equipo debido a su bajo rendimiento en el proyecto estrella del Bilbao Basket con la destitución de Txus Vidorreta y puesta en escena de Rafa Pueyo,volvería a contar con algunos minutos.
Tras finalizar su contrato el Bilbao Basket decide no renovarlo tras su rendimiento.
Tras su periplo europeo, en octubre de 2010 ficha por los Jiangsu Dragons de la liga CBA por una temporada.
A finales de 2011 ficha por el equipo ucraniano de BC Dnipro Dnipropetrovsk donde disputó únicamente un total de siete encuentros.
Finalizó su carrera profesional jugando en 2013 en el equipo puertorriqueño de los Piratas de Quebradillas de la BSN.